# Sunset Beach (série de televisão)
Sunset Beach foi uma soap opera estadunidense de curta duração, exibida originalmente pela rede NBC entre 6 de Janeiro de 1997 e 31 de Dezembro de 1999. O programa mostrava as vidas e os amores de habitantes da fictícia cidade de Sunset Beach, situada no litoral da Califórnia. O seriado foi produzido através de uma parceria entre a NBC e a Spelling Television.
Sunset Beach foi exibida em mais 70 países em todo o mundo, e foi especialmente popular na Austrália, África do Sul, Irlanda, Reino Unido, Noruega, Finlândia, Suécia, Nova Zelândia, Israel, Alemanha, Polônia, Macedônia, Croácia, Rússia, Romênia, Eslovênia, Venezuela e Bulgária. No Brasil, a série foi exibida pelo canal de televisão pago Teleuno até a substituição deste pelo AXN, deixando alguns episódios sem exibição no país.
O programa foi premiado duas vezes no Daytime Emmy e foi nomeado outra 11 vezes na mesma premiação.  Além disso, recebeu 22 indicações para várias outras premiações. Em 25 de Julho de 2008, será lançado um DVD nos Estados Unidos, incluindo os primeiros episódios. Na Alemanha, a companhia Koch Media lançou os primeiros 12 episódios do seriado em DVDs.